# Bretagne (Territoire de Belfort)
Bretagne is een gemeente in het Franse departement Territoire de Belfort (regio Bourgogne-Franche-Comté) en telt 191 inwoners (1999). De plaats maakt deel uit van het arrondissement Belfort. In het Elzassisch of het Duits heette de plaats vroeger Brett of Bretten.

## Geografie
De oppervlakte van Bretagne bedraagt 4,7 km², de bevolkingsdichtheid is 40,6 inwoners per km².
De onderstaande kaart toont de ligging van Bretagne (Territoire de Belfort) met de belangrijkste infrastructuur en aangrenzende gemeenten.

## Demografie
Onderstaande figuur toont het verloop van het inwonertal (bron: INSEE-tellingen).